# 東風汽車有限公司
東風汽車有限公司（とうふうきしゃ、ドンフェンきしゃ、中国語: 东风汽车有限公司、Dongfeng Motor Company Limited; DFL）は日産自動車が中華人民共和国における自動車生産を目的として東風汽車と合弁で設立した企業である。出資比率は日産（中国）投資有限公司と東風汽車集団股份有限公司 (DFG) がそれぞれ50%となっている。

## 会社概要
- 本社: 湖北省武漢市
- 総裁兼CEO: 中村公泰
- 董事長: 徐平
- 資本金: 167億人民元
- 従業員: 74,000人

## 沿革
- 2002年9月19日 - 日産自動車と東風汽車が包括的提携関係の締結を発表[1]。
- 2003年6月9日 - 東風汽車有限公司設立[2]。
- 2003年7月1日 - 工場の稼働を開始。
- 2003年11月 - 中期経営計画「プラン23」（プランツーキュービック）を発表。
- 2006年6月 - 本社を湖北省十堰市から同省武漢市に移転。
- 2008年 - 鄭州日産汽車が100%連結子会社になる。
- 2010年9月8日 - 自主ブランド「ヴェヌーシア」を発表。
- 2011年12月21日 - 花都第2工場が竣工[3]。
- 2012年6月25日 - 遼寧省大連市に新工場を建設すると発表。2014年の生産開始を予定[4]。
- 2013年1月26日 - DFLの中・大型商用車事業をDFGに譲渡することを発表[5]。

## 事業部
東風汽車有限公司は以下の事業部を擁している。
- 東風日産乗用車公司 (Dongfeng Nissan Passenger Vehicle Company)

日産およびヴェヌーシアブランドの乗用車の開発と生産を担当
- 東風商用車公司 (Dongfeng Commercial Vehicle Company, DFCV)

商用車の開発と生産を担当
- 東風汽車股份有限公司 (Dongfeng Automobile Company Limited, DFAC)
- 東風汽車零部件（集団）有限公司 (Dongfeng Motor Parts and Components Group Company Limited, DFAP)
- 東風汽車有限公司装备公司 (Equipment Company, Dongfeng Motor Co., Ltd.)

## 生産拠点/生産車/販売車

### 花都乗用車工場
- マーチ（瑪馳）
- サニー（陽光）
- リヴィナ（驪威）/リヴィナジェニス（駿逸）
- ティーダ（騏達）
- シルフィ（軒逸）
  - シルフィ電気自動車  (軒逸電気自動車）
  - シルフィクラシック（軒逸経典）
- ラニア（藍鳥）
- キックス（勁客）
- キャシュカイ（逍客）
- エクストレイル（奇駿）

### 襄陽工場
- アルティマ（天籟）
- ムラーノ（楼蘭）
- インフィニティ・Q50L（中国市場専売のロングホイールベース仕様）
- インフィニティ・QX50（同上）

### 鄭州工場
- ヴェヌーシア・D50
- ヴェヌーシア・R50

### 日本からの輸入
- GT-R
- 370Z
- クエスト（貴士）
- インフィニティ・ESQ（中国市場専売）
- QX60とQ50Lを除いたインフィニティ全車

### 北米からの輸入
- インフィニティ・QX60

そのほか、東風汽車ブランドで、トラック、バスなどを生産。

### 花都エンジン工場
- HR15DE、HR16DE
- MR16DDT、MRA8DE、MR20DE
- VQ25DE、VQ35DE